# 石雀

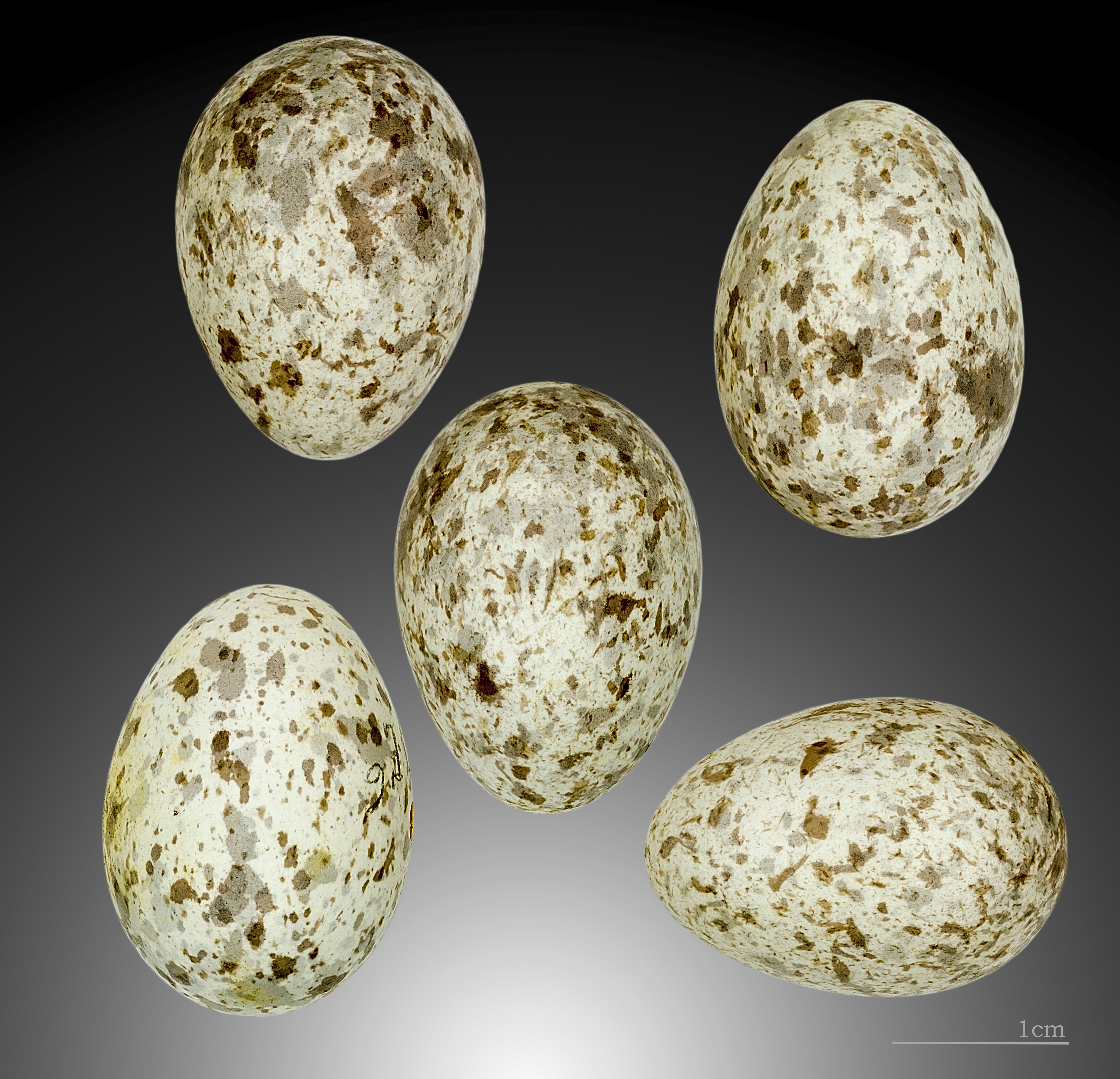
Petronia petronia

石雀屬（学名：Petronia）为雀形目雀科一個小型石雀属的鸟类的属，其成員就只有石雀（学名：Petronia petronia）一個物種。舊屬文鸟科，今重新分類至雀科。

## 分佈
分布于大西洋的马德拉和加那利群岛、经非洲西北部到地中海、欧洲南部以至亚洲西部、西南部和中部以及中国大陆的新疆、青海、甘肃、宁夏、东北、内蒙古、四川等地，一般栖息于海拔2000-3000m 的不毛之地的山区以及多在裸露的岩石上、峡谷中、碎石坡地等处活动。该物种的模式产地在意大利北部。
牠們在伊比利亚半岛和北非西部繁殖、穿越歐洲南部到中亞地區的貧瘠岩石山丘上繁殖。主要居住在其範圍的西部，但是在亞洲的鳥類會遷移到更偏南的地區，或者下山。

## 分類學
第一次對石雀的正式描述是由瑞典博物學家卡尔·林奈（Carl Linnaeus）於1766年在他的《自然系統》第12版發表。他引入了本物種第一個以二名法命名的名稱Fringilla petronia；至於石雀屬的學名Petronia是由德意志邦聯的博物學家Johann Jakob Kaup於1829年引入，而石雀亦是石雀屬的唯一一個物種。Petronia這個名稱是意大利博洛尼亚地區對石雀的叫法。

### 亚种
本物種已確定的亞種有以下七個：
- 石雀指名亚种（学名： (Linnaeus, 1766)）：分布于大西洋的马德拉和加那利群岛至土耳其西部。
- P. p. barbara Erlanger（英语：Carlo von Erlanger）, 1899：非洲西北部
- 石雀北方亚种（学名： Taczanowski（英语：Władysław Taczanowski）, 1874）。分佈於西伯利亞中南部、蒙古国、中国大陆中部和北部的宁夏、青海、甘肃、四川、东北、内蒙古、北京等地。该物种的模式产地在西伯利亚的外貝加爾山脈东部。[7]
- P. p. exigua (Hellmayr（英语：Carl Eduard Hellmayr）, 1902)：土耳其中部至高加索地區、伊朗北部及伊拉克北部。
- 石雀新疆亚种（学名： Hartert（英语：Ernst Hartert）, 1901）。分布于俄罗斯、伊朗、阿富汗北部、伊拉克以及中国大陆的新疆等地。该物种的模式产地在克什米尔的吉尔吉特（今屬巴基斯坦）。[8]
- 石雀吉尔吉斯亚种（学名： Sushkin（英语：Petr Sushkin）, 1925）：從裏海到吉尔吉斯斯坦
- P. p. puteicola Festa, 1894：從土耳其南部至約旦。